# ホオルル公園

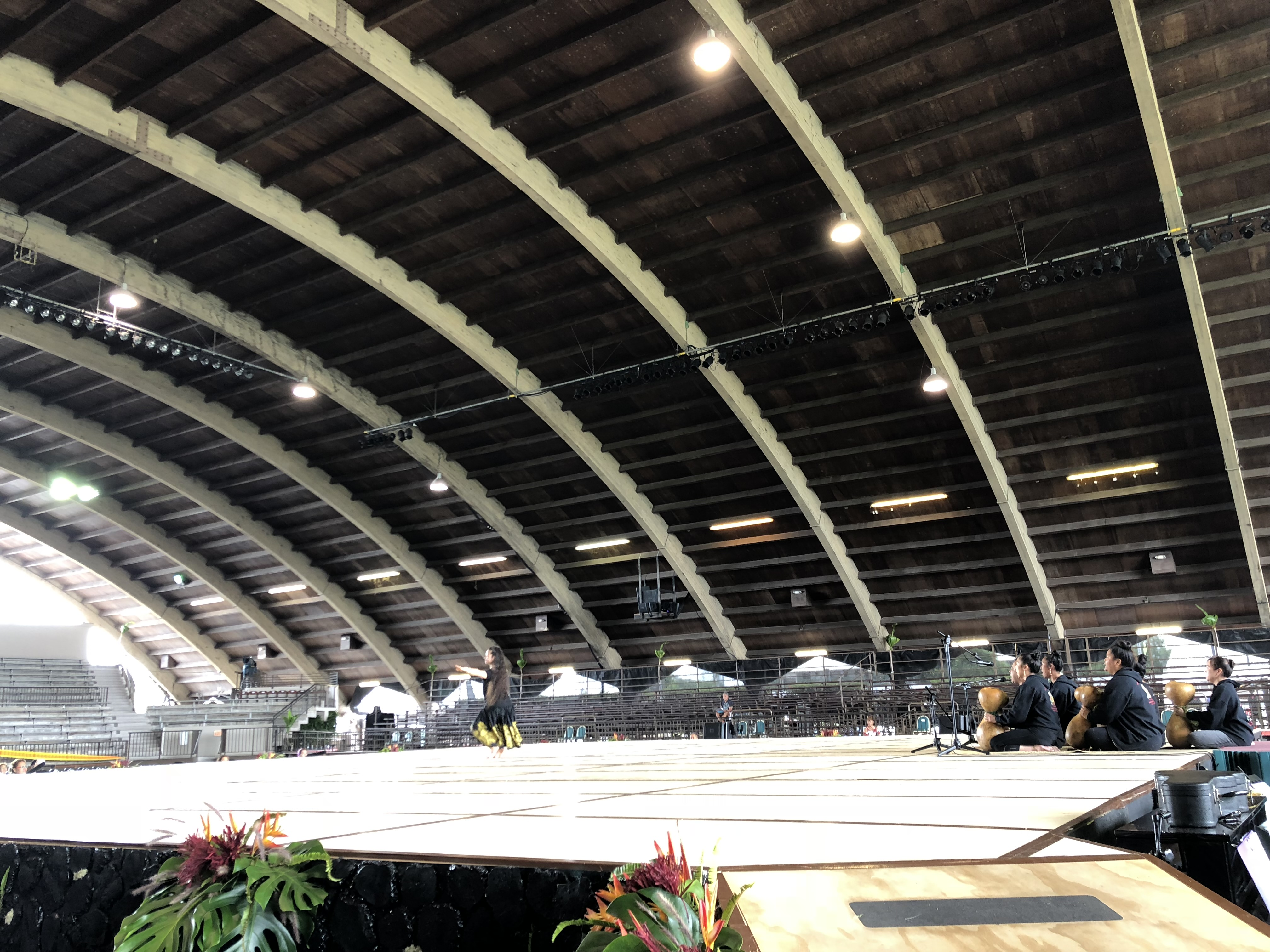
メリー・モナーク・フェスティバルへ用意整った、イーディス・カナカオレ（Edith Kanaka'ole）多目的スタジアム（2019年）

ホオルル公園（英語: Hoʻolulu Park）は、アメリカ合衆国ハワイ州ヒロにある公園である。広さは23ヘクタールあり、ハワイ郡政府の管理下で、ワイロア川州立レクリエーション・エリアの東、ヒロ国際空港の西にある。
この広い公園には、地元で有名な人々の名を冠した野球場、水泳プール、オーディトリウム（バスケットボールなど）、多目的スタジアム（テニス、フラ）、ハレ（伝統的な屋根付き空間）などがある。
ホオルル公園では、次のような年中行事が行われる。
- ヒロ・オーキッド・ショー
- メリー・モナーク・フェスティバル
- ハワイ・カウンティ・フェア

## 参照項目
- リリウオカラニ公園